# اروین والدنر
اروین والدنر (انگلیسی: Erwin Waldner; ۲۴ ژانویهٔ ۱۹۳۳ – ۱۸ آوریل ۲۰۱۵) بازیکن فوتبال اهل آلمان بود.
از باشگاه‌هایی که در آن بازی کرده‌است می‌توان به باشگاه فوتبال اسپال، باشگاه فوتبال اشتوتگارت، و باشگاه فوتبال زوریخ اشاره کرد.
وی همچنین در تیم ملی فوتبال آلمان بازی کرده‌است.